# Yilo Krobo
Yilo Krobo är ett distrikt i Ghana.   Det ligger i regionen Östra regionen, i den sydöstra delen av landet, 70 km norr om huvudstaden Accra. Antalet invånare är 91 508. Arean är 594 kvadratkilometer.
Terrängen i Yilo Krobo är lite kuperad.